# کمین انصاریه
کمین انصاریه درگیری بین نیروهای دفاعی اسرائیل اشغالگر جنوب لبنان و مقاومت اسلامی در لبنان ، شاخه مسلح جنبش حزب الله رخ داد . یک نیروی 16 نفره از واحد عملیات ویژه نیروی دریایی اسرائیل، شایت 13 ، در ماموریتی در جنوب لبنان در سال 1997، در کمین مرگبار حزب الله افتاد. 12 سرباز اسرائیلی کشته شدند که بدترین تلفات یک روزه اسرائیل در لبنان از سال 1985 بود